# Rui Veloso
Rui Manuel Gaudêncio Veloso CvIH • ComIH (Lisboa, 30 de Julho de 1957) é um músico português.

## Biografia

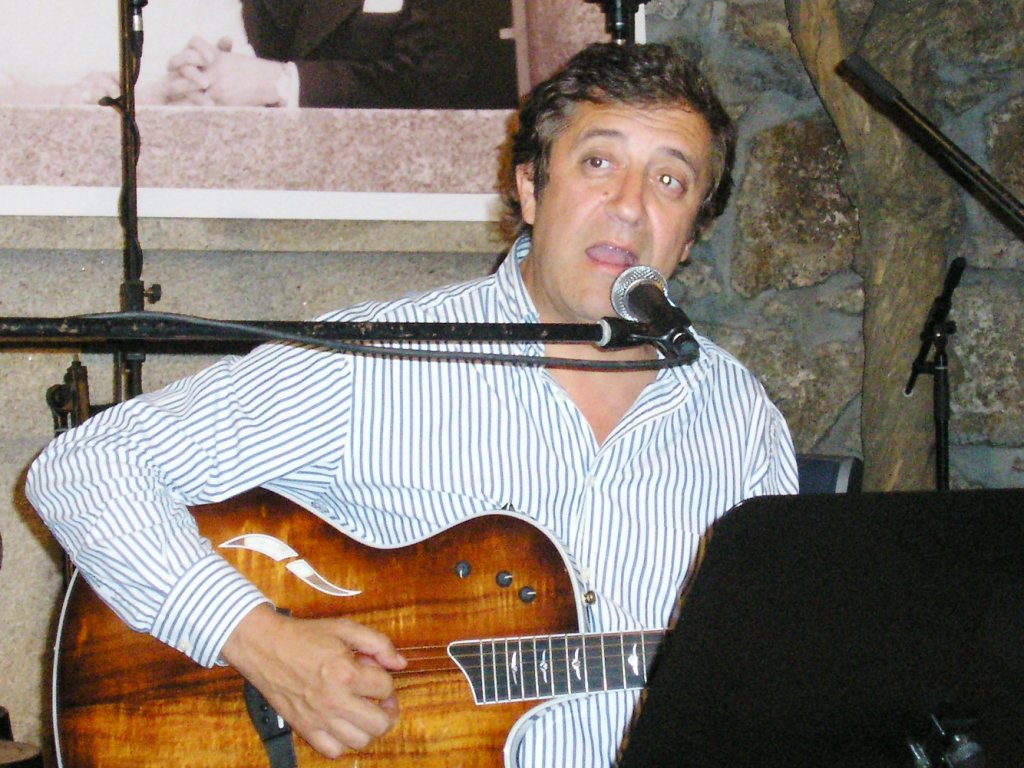
Rui Veloso canta, em 2006, no Porto

Nascido em Lisboa, mas criado desde os três meses de idade no Porto, é filho do engenheiro Aureliano Capelo Veloso, ex-presidente da Câmara Municipal do Porto. É igualmente sobrinho paterno do General Pires Veloso.
Começou desde muito novo a tocar harmónica. Com 23 anos lançou o álbum "Ar de Rock" gravado com Ramon Galarza e Zé Nabo e que contou com Carlos Tê e António Pinho na escrita das letras em português. No disco destaca-se o tema "Chico Fininho", que foi um marco na música rock cantada em português. 
Em 1981 é editado o single "Um Café e Um Bagaço". Verifica-se uma mudança na banda sonora com a saída de Zé Nabo e a entrada de António Pinho Vargas e Mano Zé. O álbum "Fora de Moda" é editado em 1982. Contém temas como "Estrela De Rock And Roll", "A Minha Namorada Até Fala Estrangeiro", "A gente Não Lê" e "Sayago Blues".
O álbum "Guardador de Margens" de 1983 tem o seu maior sucesso no tema "Máquina Zero". O tema título e "A Ilha" são outros temas marcantes deste disco. Grava o single "Rock da Liberdade" de apoio à eleição de Mário Soares.
Em 1986 foi lançado o álbum homónimo, que esteve para se chamar "Os Vês pelos Bês", com temas como "Porto Covo", "Beirâ", "Negro do Rádio de Pilhas" e "Porto Sentido". O disco torna-se um grande sucesso. Em 1988 é editado o duplo álbum "Ao Vivo".
1990 é o ano de "Mingos & Os Samurais" com temas como "Não Há Estrelas No Céu", "A Paixão (Segundo Nicolau da Viola)" e "Baile da Paróquia". O disco vendeu mais de 140.000 cópias. A seguir novo duplo-álbum com "Auto da Pimenta" desta vez em comemoração dos descobrimentos portugueses.
A 10 de Junho de 1992 foi feito Cavaleiro da Ordem do Infante D. Henrique pelo Presidente Mário Soares.
Ainda em 1992 grava o single "Maubere", de apoio ao povo de Timor, gravado com Carlos Paredes, Nuno Bettencourt, Rão Kyao, Paulo Gonzo e Isabel Campelo. Em 1995 é editado o álbum Lado Lunar cujo tema principal é o tema que dá nome ao disco.
Ainda na década de 1990 integrou os Rio Grande, formado por Tim, João Gil, Jorge Palma e Vitorino, num estilo de música popular com influências alentejanas que alcançou uma considerável popularidade. Dessa experiência resultariam três discos, um de originais em 1996, um outro ao vivo, em 1998, e posteriormente um de grandes êxitos, em 2013.
No ano de 1998 é editado o álbum Avenidas com temas como Todo O Tempo Do Mundo e Jura. Faz ainda o tema principal do filme "Jaime" de António Pedro Vasconcelos, "Não Me Mintas". 
Em 2000 lançou a compilação O Melhor de Rui Veloso — 20 anos depois. Foi também editado um disco de tributo : 20 anos depois — Ar de Rock. 
Em 2002, a mesma formação dos Rio Grande, mas sem Vitorino, voltou a juntar-se no projecto Cabeças no Ar, dedicado a canções nostálgicas que remontam aos tempos da escola, entre elas O Primeiro Beijo e A Seita Tem Um Radar.
O Concerto Acústico, de 2003, é editado nos formatos CD e DVD. Regressou aos discos de originais, em 2005, com A Espuma das Canções.

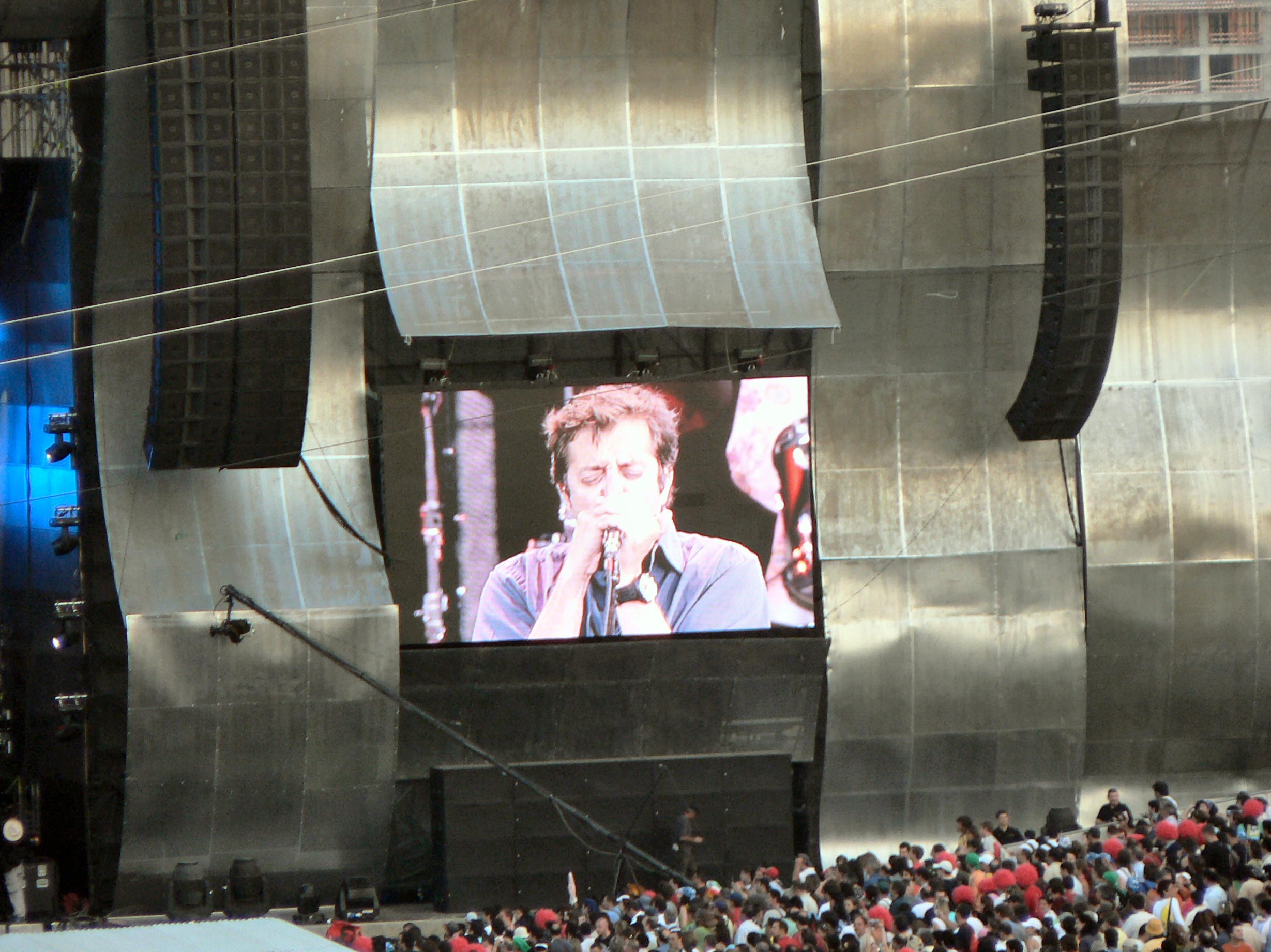
Em concerto no Rock in Rio 2006

Rui Veloso foi elevado a Comendador da Ordem do Infante D. Henrique a 30 de Janeiro de 2006 pelo Presidente Jorge Sampaio.
Em 2 de Junho de 2006 actuou no Rock in Rio em Lisboa, precedendo os concertos de Carlos Santana e de Roger Waters. No mesmo ano comemorou vinte e cinco anos de carreira, ocasião brindada com três concertos, dois no Coliseu do Porto e um no Pavilhão Atlântico. 
Em 2007 é editado o livro "Os Vês Pelos Bês", de Ana Mesquita, com a biografia de Rui Veloso e um "Songook" com 30 das suas melhores canções.
Em 2008 colaborou com a banda Per7ume no tema Intervalo, que foi um sucesso radiofónico. Ainda em  2008 recebeu uma estrela em sua homenagem no Muro da Fama - Nirvana Studios.  Em 2009 lançou o álbum Rui Veloso ao Vivo no Pavilhão Atlântico. No ano de 2010 comemorou 30 anos de carreira com concertos no Coliseu de Lisboa e no Coliseu do Porto.
Como empresário abriu o seu próprio estúdio, o Estúdio de Vale de Lobos, situado em Vale de Lobos, perto de Belas, e fundou também a editora Maria Records, que acabou por fechar.
No ano de 2012 lança Rui Veloso E Amigos que contou com a colaboração de nomes como Jorge Palma, Camané, Luís Represas, Expensive Soul, Carlos do Carmo, Dany Silva, entre outros.
O cantor anunciou em Agosto de 2014 que iria suspender a sua carreira, por considerar "difícil (...) aceitar a realidade do país".
Em 6 de Novembro de 2015 comemorou os 35 anos de carreira com um concerto realizado no MEO Arena. Neste concerto Rui Veloso estreou uma canção chamada Do Meu País com letra do poeta moçambicano Eduardo Costly-White. Do Meu País e Romeu E Juliana são os dois temas inéditos da compilação O Melhor de Rui Veloso lançada ainda em 2015.

## Discografia

### Álbuns de estúdio
- 1980 — Ar de Rock
- 1982 — Fora de Moda
- 1983 — Guardador de Margens
- 1986 — Rui Veloso
- 1990 — Mingos & Os Samurais
- 1991 — Auto da Pimenta
- 1995 — Lado Lunar
- 1998 — Avenidas
- 2005 — A Espuma das Canções
- 2012 — Rui Veloso E Amigos[9][10]

### Ao vivo
- 1988 — Ao Vivo
- 2003 — O Concerto Acústico
- 2009 — Rui Veloso Ao Vivo No Pavilhão Atlântico (CD+DVD)

### Compilações
- 2000 — O Melhor de Rui Veloso — 20 anos depois
- 2015 — O Melhor de Rui Veloso